# 松浦義之
松浦 義之（まつうら よしゆき、8月2日 - ）は、日本の男性声優。兵庫県出身。ケッケコーポレーション所属。

## 人物
趣味は料理、ボードゲーム、サイクリング。特技はリンボーダンス。

## 出演

### テレビアニメ
2014年
- いなり、こんこん、恋いろは。（石田）

2015年
- 青春×機関銃（ゲーマー）

2016年
- Bloodivores
- 僕のヒーローアカデミア（生徒）

2017年
- デジモンユニバース アプリモンスターズ（高校生、住人）
- TRICKSTER -江戸川乱歩「少年探偵団」より-（長野恵介、松岡信二）
- AKIBA'S TRIP -THE ANIMATION-（アキバ浄化隊員）
- アトム ザ・ビギニング（風船ロボ）
- 将国のアルタイル（乗組員、エミリオ）

2018年
- サンリオ男子（部員、サッカー部先輩、弓道部員、副会長、サッカー部員）
- アイドリッシュセブン（助監督）
- イナズマイレブン アレスの天秤 / オリオンの刻印（2018年 - 2019年、光宗団、古都野富夫、タオ・ルウ）- 2シリーズ
- Back Street Girls -ゴクドルズ-（組員）

2019年
- この世の果てで恋を唄う少女YU-NO
- あんさんぶるスターズ!（男子生徒）
- けだまのゴンじろー（男A）

2020年
- グレイプニル（岩尾）
- ハイキュー!! TO THE TOP（赤木路成）
- いわかける! - Sport Climbing Girls -（スタッフ）

2021年
- セブンナイツ レボリューション -英雄の継承者-（男子生徒）
- ひげを剃る。そして女子高生を拾う。（係員）

2022年
- 平家物語（平家の兵4）
- 真・一騎当千（一般闘士A）
- アオアシ（小早川透士）
- クレヨンしんちゃん（サラリーマンA）

2024年
- 異世界でもふもふなでなでするためにがんばってます。（兵士）

2025年
- ざつ旅-That's Journey-（店員）

### 劇場アニメ
- 夜明け告げるルーのうた（2017年、密漁青年(1)）
- ひるね姫 〜知らないワタシの物語〜（2017年）
- 猫企画（2018年、ナレーション）

### Webアニメ
- 爆丸アーマードアライアンス（2020年 - 2021年、アクシラタウラー、男性賛同者）
- 爆丸ジオガンライジング（2021年 - 2022年、スティンザー、サーピリアス[10]、サーファーたち[11]、クラスティリオン）
- TIGER & BUNNY 2（2022年、チンピラ）

### ゲーム
2015年
- 城とドラゴン（カエル剣士）
- 100シーンの恋＋／深夜0時、素顔の執事（藍澤匡）

2016年
- 逆転オセロニア（骨三郎、コギト）
- サウザンドメモリーズ（ザレム、コハク）
- 夢王国と眠れる100人の王子様（ランダ〈2代目〉）

2018年
- ピオフィオーレの晩鐘（ロベルト・デ・フェオ）
- プリンセスコネクト！Re:Dive（2018年 - 2019年、王宮騎士、男性、ギャング2）
- モンスターストライク（2018年 - 2023年、トリトン）

2019年
- はじまりの島 〜淡路島日本遺産RPG〜（コル）

2020年
- ピオフィオーレの晩鐘 -Episodio1926-（ロベルト・デ・フェオ）

### ドラマCD
- 僕に決めた！雅也のスタイル（2014年）

### 吹き替え

#### 映画
- ジュピター（ボブ）
- 人狼 Netflix
- 13日の金曜日 PART2（ジェフリー）Netflix
- スターガール（ケヴィン・シン）Disney+

#### ドラマ
- クイーンズ・ギャンビット（マイク）
- SUPERGIR/スーパーガール シーズン2（ディーモス）
- ノット・オーケー（ブラッドリー）
- ビッグバン★セオリー ギークな僕らの恋愛法則 シーズン 8（ジョシュ・ウォロウィッツ）
- リトル・アメリカ

#### アニメ
- トランスフォーマーアドベンチャー（フィクシット[2]）
- ふしぎの国 アンフィビア
- ワイルド・スピード/スパイレーサー（ロカ、サレム）Netflix
- トランスフォーマー:ウォー・フォー・サイバトロン・トリロジー（ミラージュ）Netflix

### ナレーション
- アプリ「契約王子」
- タカラトミー「JOUJOUへんしんしよう！おとばんど」

### PCソフト
- VOICEROID2 伊織弓鶴（2020年2月27日）
- A.I.VOICE 伊織弓鶴（2021年2月22日）
- Seiren Voice 伊織弓鶴（2022年9月29日）

### 朗読劇
- 朗読劇「彼女が好きなものはホモであって僕ではない」（2021年9月4日、草月ホール）小野雄介 役